# Anxo Guerreiro Carreiras
Anxo Guerreiro Carreiras (Xermade, Lugo, 1945 - La Corunya, 18 de juliol de 2013), també conegut pel sobrenom Geluco, fou un polític de Galícia.

## Biografia
Va ingressar en el Partit Comunista d'Espanya quan era estudiant universitari a Santiago de Compostel·la. La seva militància contra la dictadura franquista el va dur diverses vegades a la presó. No va arribar a llicenciar-se en Ciències Químiques, per la qual cosa mai va arribar a exercir.
En 1979 va ser triat secretari general del Partit Comunista de Galícia (PCG), succeint l'efímer Rafael Pillado, que al seu torn havia rellevat a l'històric Santiago Álvarez. Guerreiro era un dels partidaris de l'eurocomunisme i de Santiago Carrillo. Durant els primers anys de la Transició, Guerreiro havia estat el representant del PCG a la Taboa Democrática de Galicia.
Va ser un dels membres de la Comissió dels 16 que va redactar l'Estatut d'Autonomia de Galícia. Aprovat el règim autonòmic de Galícia va ser el primer diputat comunista en el Parlament de Galícia (1981-1985) i màxim dirigent del Partit Comunista de Galícia i d'Izquierda Unida a Galícia (Esquerda Unida). En 1983, Guerreiro, pertanyent al sector crític o renovador, va ser desplaçat de la secretaria general del PCG per Julio Pérez de la Fuente, del sector fidel a Santiago Carrillo. A les eleccions al Parlament de Galícia de 1985, en les quals el PCG hagué de competir amb el partit que havien creat els partidaris de l'expulsat Santiago Carrillo, el Partit Comunista de Galícia-Marxista Revolucionari, no aconseguí revalidar l'escó. Guerreiro continuà exercint com a secretari general del PCG, càrrec que compaginà, després de la seva creació el 1986, amb la de coordinador general d'Izquierda Unida a Galícia (Esquerda Unida).
Les seves discrepàncies amb Julio Anguita el van dur a separar l'organització gallega de la federal creant Esquerda de Galicia (EdeG), i que va acudir a les eleccions al Parlament de Galícia de 1997 en coalició amb el PSdeG-PSOE, el que va possibilitar que de nou fos elegit diputat (1997-2001). A les eleccions al Parlament de Galícia de 2001 el candidat del PSdeG-PSOE Emilio Pérez Touriño no va voler reeditar el pacte i EdeG es va presentar en solitari amb Anxo Guerreiro com a candidat a la presidència de la Xunta de Galícia. Després dels mals resultats, EdG va treure poc més de 2.000 vots, Guerreiro va dimitir i EdeG va acabar desapareixent.
En els darrers anys de la seva vida era comentarista i presentava programes de debat a Localia Santiago i Radio Galega. Patia dels ronyons i va desenvolupar un càncer de pulmó, que li va provocar la mort. Fou incinerat i el seu fèretre fou cobert amb la bandera de Galícia i quatre clavells vermells. El seu sepeli va aplegar polítics de tot l'espectre de l'esquerra gallega.